# Johann Matthias von Ascheberg
Johann Matthias von Ascheberg (* 5. April 1675; † 13. November 1732 in Haus Venne (heute Drensteinfurt)) war Amtsdroste im Amt Werne und Wirklicher Landrat.

## Leben

### Herkunft und Familie
Johann Matthias von Ascheberg wuchs als Sohn des Johann Detmar von Ascheberg und seiner Gemahlin Johann Paulina Recke zu Steinfurt (* 1653) zusammen mit seiner Schwester Anna Sophia Elisabeth, ⚭ mit Johann Dirk von der Recke in der uralten westfälischen Adelsfamilie von Ascheberg auf. Er heiratete Katharina Agnes Elisabeth von Lipperheide zu Ihorst und Buddenberg (1682–1729). Aus der Ehe gingen die Kinder Anna Agnes Johanna Josepha († 1766, Dechantin im Stift Nottuln), Anna Angela (⚭ Friederich Christian Heidenreich Theodor von Beverförde), Karl Heinrich (Domherr), Ernst Friedrich (Amtsdroste) und Johann Matthias (Domherr in Münster) hervor.

### Werdegang und Wirken
Mit der Aufschwörung zur Münsterschen Ritterschaft im Jahre 1698 wurde Johann Matthias Vertreter im Landtag, einem Gremium, das sich aus den drei Ständen zusammensetzte. Seine Aufgabe bestand in der Regelung des Steuerwesens und ab 1447 auch des Fehdewesens im Hochstift Münster.
Die Ernennung zum Amtsdrosten des Amtes Werne fiel in das Jahr 1700. Am 14. Dezember 1703 wurde Johann Matthias Wirklicher Geheimer Rat und Wirklicher Geheimer Kriegsrat. Noch vor dem Jahre 1709 wurde er zum Wirklichen Landrat ernannt.
Er war Stammherr.
In den 1710er Jahren ließ er den Familiensitz Haus Venne von Grund auf neu erbauen.